# Cody Thomas
Pour les articles homonymes, voir Thomas (nom de famille).
Pas d'image ? Cliquez ici

a Compétitions nationales et continentales officielles uniquement.

b Matchs officiels uniquement.
Dernière mise à jour le 5 octobre 2024.
Cody Thomas, né le 1er mars 1996 à Durban (Afrique du Sud), est un joueur international portugais d'origine sud-africaine de rugby à XV jouant au poste de pilier au FC Grenoble.

## Biographie

### Jeunesse et formation
Cody Thomas naît à Durban en Afrique du Sud, il commence le rugby à XV dès l'âge de quatre ans. Il développe alors un physique hors-norme et il est surclassé dans les catégories des moins de huit ans alors qu'il n'a que cinq ans. À dix ans, il pèse 110 kilos puis 140 kilos à quatorze ans, il prend alors conscience de son obésité et décide d'y remédier en s'inscrivant, en plus du rugby, au MMA à l'âge de quinze ans. En une année, il réussit à perdre trente kilos et il intègre alors l'équipe première des moins de 19 ans de son lycée. Deux ans plus tard, le Montpellier Hérault Rugby vient avec ses Crabos, dans le cadre d'un échange culturel, à Durban, il dispute une rencontre face à ces derniers où il est élu homme du match et les dirigeants montpelliérains lui promettent alors de le recruter à la fin de son lycée. Les Sharks tentent de l'intégrer dans leurs équipes de jeunes mais Cody refuse et choisit de rejoindre la France et Montpellier en décembre 2014. Il continue donc sa formation au Montpellier Hérault Rugby, où il obtient le statut JIFF (Joueur Issu de la Filière Formation).

### Carrière sportive
En juin 2018, il reçoit un appel de Jeremy Davidson qui souhait le recruter, finalement il rejoint l'équipe du CA Brive pour un prêt d'une saison. Après une saison réussie, il prolonge son contrat avec le club briviste pour trois saisons supplémentaires.
En sélection, il a l'occasion de représenter le Portugal car l'un de ses grands-pères est natif de ce pays. Il dispute sa première rencontre avec cette sélection en février 2022, dans le cadre du Rugby Europe Championship contre la Roumanie,.
Au cours de l'été 2022, il rejoint le Rouen Normandie Rugby évoluant en Pro D2.
En 2024-2025, Cody Thomas signe au FC Grenoble.

## Palmarès
- CA Brive
  - Finaliste du Championnat de France de 2e division en 2019.
  - Vainqueur du Barrage d'accession au championnat de France en 2019.
- FC Grenoble
  - Finaliste du Championnat de France de 2e division en 2025.